# Gulftown
Gulftown  або Westmere-EP  — кодове ім'яе шестиядерного процесора Intel. Він заснований на мікроархітектурі Westmere. Мав називатися Intel Core i9, але продавався як Intel Core i7. Першим був реліз Core i7 980X, в першому кварталі 2010 року, разом зі серверним варіантом Xeon 3600 і двопроцесорним Xeon 5600 (Westmere-EP) з використанням однакових чипів.
Підтримка технології багатопотокової обробки Hyper-Threading з можливістю запускати до 12 потоків паралельно.
Вже перші значення характеристик показують, що при еквівалентній тактовій частоті, в залежності від програмного забезпечення, він має до 50% вищу продуктивність, ніж однакові по частоті чотириядерні процесори Bloomfield Core i7 975.
Тим не менш, споживачі програмного забезпечення, які використовують шість реальних ядер, як і раніше досить рідкісні (на 2011 рік), і не кожна багатопотокова програма може скористатися цією великою кількістю ядер. Незважаючи на 50% більшу кількість транзисторів, процесор сильно виграє від 32-нм техпроцесу, використовуючи таку ж або навіть меншу потужність (залежно від операційної системи), ніж його попередник Bloomfield з чотирма ядрами. Продуктивність системи охолодження (TDP) всіх запланованих моделей, як зазначено, повинна бути розрахована на 130 Вт.
Westmere-EP перший шестиядерний двосокетний процесор від Intel, наступник чотириядерних процесорів Bloomfield і Gainestown (відомого також як Nehalem-EP) процесорів, що використовує той же з'єднувач LGA 1366, у той час як  шестиядерний процесор Dunnington використовував мульти-процесорний Socket 604. CPUID — розширені номери моделі  44 (2Ch); два коди продукту : 80613 для одноядерних Настільних ПК/сервер моделей і 80614 для Xeon 5600-серії двоядерних серверів. У деяких моделях включені тільки чотири з шести ядер.

## Огляд
| Бренд        | ядер | кеш L3 | Сокет    | TDP      | I/O шина  |
| ------------ | ---- | ------ | -------- | -------- | --------- |
| Core i7-9xx  | 6    | 12 MB  | LGA 1366 | 130 W    | QuickPath |
| Core i7-9xxX | 6    | 12 MB  | LGA 1366 | 130 W    | QuickPath |
| Xeon 36xx    | 6    | 12 MB  | LGA 1366 | 130 W    | QuickPath |
| Xeon 56xx    | 4-6  | 12 MB  | LGA 1366 | 40-130 W | QuickPath |